# Suctobelbata ypsilonsignata
Suctobelbata ypsilonsignata är en kvalsterart som först beskrevs av Sandór Mahunka och Luise Mahunka-Papp 1999.  Suctobelbata ypsilonsignata ingår i släktet Suctobelbata och familjen Suctobelbidae. Inga underarter finns listade i Catalogue of Life.